# TSOL
T.S.O.L. — американская панк-группа, которая сформировалась в 1979 в Лонг-Бич, Калифорния. T.S.O.L. (сокр. True Sounds of Liberty — «Настоящие Звуки Свободы»), редко пользуются своим полным названием.
Хотя в большинстве случаев группу относят к хардкор-панку, музыка T.S.O.L. меняется от альбома к альбому. Они также выпустили музыку в таких стилях, как дэт-рок, арт-панк, хоррор-панк, и других вариациях панк-музыки.

## История
TSOL были сформированы в 1979 году в Лонг-Бич, Калифорния. Изначально группа играла хардкор-панк, продолжавший традиции предыдущих групп её участников, таких как Johnny Coathanger and the Abortions, SS Cult и Vicious Circle.
В первый состав группы вошли вокалист Джек Гришэм (который отмечался как Jack Greggors, Alex Morgan, Jack Ladoga, Jim Woo и James DeLauge), гитарист Рон Эмори, басист Майк Роч, и барабанщик Тодд Бэрнс.
В 1980 году вышло четырёхпесенное демо группы, тираж которого насчитывал 500 копий.
В 1981 году на лейбле Posh Boy Records вышел первый первый мини-альбом, названный «T.S.O.L.», основной темой которого стала резкая критика политики, что отражено в песнях
«World War III» и «Abolish Government».

### Развитие звучания
После выпуска дебютного EP, в том же году на Frontier Records был выпущен полноформатный альбом «Dance With Me». На нём группа, отказавшись от политической темы предыдущего релиза, обратилась к более тёмным темам, связанным со смертью, например некрофилия в песне «Code Blue» и песня «Silent Scream», полностью построенная на стереотипах фильмов ужасов. Альбом стал самым популярным релизом TSOL и после его выпуска на группу был навешан ярлык «Misfits Западного Побережья», что сделало группу популярной в среде поклонников хоррор-панка.
Позже группа объединилась с на независимым лейблом Alternative Tentacles, принадлежащем Джелло Биафре и East Bay Ray участниками панк-группы Dead Kennedys. В 1982 году TSOL выпускают семидюймовый сингл «Weathered Statues» и альбом «Beneath the Shadows». На альбоме впервые появляется клавишник Грег Каен, что придаёт группе новое звучание. В этот период стиль группы развивается и становится более экспериментальным и разнообразным. В дополнение к их хоррор-тематике, в музыке появляются элементы арт-панка и психоделии.
Эти перемены были крайне негативно встречены старыми фанатами группы, что выразилось в освистывании группы во время выступлений последовавшего тура.
В настоящее время «Beneath the Shadows» оценивается критиками и поклонниками как успешный эксперимент с арт-панком и новой волной. В то время, как «Dance With Me» является наиболее любимым альбомом для поклонников, «Beneath the Shadows» отделил TSOL от прочих хардкор-групп.
В 1983 году группа снялась в эпизоде фильма «Пригород» (выпущен в 1984 году), где исполнила песню «Darker My Love» на концерте. В саундтрек к фильму помимо «Darker My Love» была включена песня «Wash Away».
В то же время группу покидают Джек Гришэм и Тодд Бэрнс, которых заменяют зять Гришэма Джо Вуд (The Hated, der Stab) и Митч Дин (The Joneses), соответственно. После ухода из группы Гришэм начал долгосрочную музыкальную карьеру.
В таком составе группа записывает альбом «Change Today?», выпущенный в 1984 году на Enigma Records, и продолжающий исследовать территорию пост-панка.
В 1985 году выходит комедийный фильм ужасов «Возвращение живых мертвецов», в саундтрек к которому была задействована новая песня TSOL «Nothing for You».
В 1986 году группа выпускает новый альбом «Revenge» с более отполированным звучанием, но при том сохранивший панк-настроение.

### Металлические эксперименты
TSOL стали друзьями с Guns 'N' Roses, футболки TSOL могут быть замечены в видеоклипе Guns 'N' Roses «Sweet Child o' Mine». Вследствие этой дружбы, а также огромной популярности глэм-метала, следующий альбом TSOL «Hit and Run», выпущенный в 1987 году, был выполнен в подобном стиле. Альбом стал первой и последней записью группы, попавшей в Billboard, заняв в чарте альбомов 184 строчку. В том же году, Posh Boy Records выпустила компиляцию «Thoughts of Yesterday 1981-1982», охватывающую ранний период TSOL.
Прежде, чем альбом был выпущен, гитарист Рон Эмори покинул группу, оставив Майка Роча в качестве единственного оригинального участника.
Ненадолго к группе присоединился гитарист Скотти Филлипс, который ушёл прежде, чем группа приступила к записи следующего альбома. В конечном счёте группа наняла гитариста и актёра Маршалла Рохнера.
В 1990 году TSOL выпустили альбом «Strange Love», продолжающий металлическое направление «Hit and Run». Майк Роч ушёл незадолго до выпуска альбома, тем самым не оставив группе оригинального участника. В 1992 году вышла компиляция «Hell and Back Together 1984–1990», делающая упор на хард-рок-эре группы. Недолго Роча заменял Мёрфи Кэрджес, позже игравший в Sugar Ray, и Джош Элсо.
Этот состав поздних восьмидесятых был достаточно популярен, чтобы гастролировать по Бразилии и Аргентине, где оригинальные участники группы не имеют юридических прав запретить Вуду выступать под названием TSOL.
С 1996 года к Вуду присоединились гитаристы, включая Майка Мартта и Драка Конли, барабанщика Стива «Салли» О’Салвивана и Митча Дина и басиста Дейва Мелло, который присоединился к группе истечения контракта с Enigma Records и последующего распада TSOL. Также с 1995 по 1996 год Вуд занимался сайд-проектом Cisco Poison, играющим roots rock. А с 1998 года в блюз-группе Joe Wood and the Lonely Ones.

### Воссоединение оригинального состава
Тем временем, оригинальные участники начали выступать под названием TSOL, играя ранние песни группы, часто выступая в тех же самых городах, в те же самые вечера как другой TSOL. Так как права на название «TSOL» теперь принадлежали Джо Вуду и Митчу Дину, они угрожали предъявить иск оригинальным участникам, которые выпустили концертный альбом, состоящий из раннего материала под названием «Grisham, Roche, Emory and Barnes», но вскоре прекратили играть вместе из-за проблем с наркотиками. В то же время они отыграли несколько концертов под названием LOST (обратное написание TSOL).
В 1996 году большинство оригинальных участников успокоились и поняли, что у них все ещё осталась страсть к их музыке и что поклонники хотят, чтобы они воссоединились. В 1999 году они боролись с Вудом за права на название и победили прежде, чем присоединиться к туру Vans Warped, играя впервые за много лет под названием TSOL.
6 декабря 1999 года Тодд Бэрнс умер от аневризмы мозга в возрасте 34 года. Оставшиеся участники приняли на работу барабанщика Джея О’Брайна.
TSOL подписали контракт с независимым лейблом Nitro Records, основанным вокалистом The Offspring Декстером Холландом, который является их большим поклонником.
В 2001 году выпустили ограниченным тиражом (1000 копий) семидюймовый сингл «Anticop» с песней «White American» в качестве би-сайда. В том же году свет увидел новый альбом, названный «Disappear», в который вошла песня «Anticop».
В 2003 году вышел следующий альбом «Divided We Stand», выпущенный как и два предыдущих релиза на Nitro Records. На этом альбоме к группе вновь примкнул клавишник Грег Грэг Каен.
В сентябре 2007 году лейбл Cider City Records выпустил «посмертный» концертный альбом «Live from Long Beach», записанный в ноябре 2006 года на двух «прощальных» концертов группы, проходивших в уикэнд.
Отпуск группы длился недолго, так как уже в конце 2007 года она дала пару местных концертов. В феврале 2008 года TSOL выступили хэдлайнерами на фестивале «Fuck the Whales, Save a Chckn», для того чтобы помочь собрать деньги на оплату лечения рака Крэйга «Chckn» Джийита, гитариста D.I.
В 2007 году молодой лейбл Anarchy Music, являющийся подлейблом Cleopatra Records, выпустил сингл на песню «Code Blue», оригинальная версия которой вышла ещё на альбоме «Dance with Me». В сингл вошла перезаписанная версия песни, а тираж его был ограничен 200 копиями, пронумерованными вручную, на красном семидюймовом виниле. В том же году Anarchy Music выпустил перезаписанные версии ранних песен группы в виде компиляции «Fuck You Tough Guy: The Collection». Тираж компиляции ограничился 300 копиями на голубом виниле, пронумерованными вручную. CD-издание компиляции получило название «Who's Skrewin' Who» и отличалось дизайном.
В декабре 2008 года группа, в сотрудничестве с Hurley International, вошла в студию, чтобы записать следующий альбом «Life, Liberty & the Pursuit of Free Downloads», который был доступен для бесплатного скачивания через веб-сайт Hurley 8 января 2009 года. Виниловая версия альбома была выпущена 1 ноября 2009 года лейблом DC Jam. На CD альбом не выходил.

## Фильмы
В фильме 1984 года «Пригород» есть сцена с выступлением TSOL, во время которого группа исполняет песни «Wash Away» и «Darker My Love». Песня «Nothing for You» звучит в популярном фильме ужасов 1985 года «Возвращение живых мертвецов». Также песни группы звучит в фильме 1986 года «Опасно Близкий». Они были также упомянуты в документальном фильме, Punk’s Not Dead.

## Участники
- Джек Гришэм — вокал
- Рон Эмори — гитара
- Майк Роч — бас-гитара
- Тини Бабс — ударные
- Грэг Каен — фортепьяно, синтезаторы

Бывшие участники
- Тодд Бэрнс (скончался) — ударные
- Мёрфи Кэрджис (Мэтью Мёрфи Кэрджис) — бас-гитара
- Джо Вуд — вокал, гитара
- Митч Дин — ударные
- Маршалл Рохнер — гитары
- Джей О’Брайан — ударные
- Трэвис Джонсон — ударные
- Билли Блэйз — ударные
- Франк Эгню — гитара
- Джей Бентли — бас-гитара

## Дискография
Студийные альбомы
- Dance with Me — (Танцуй Со Мной) (1981)
- Beneath the Shadows — (Ниже теней) (1982)
- Change Today? — (Изменение Сегодня?) (1984)
- Revenge — (Месть) (1986)
- Hit and Run — (Бей и Беги) (1987)
- Strange Love — (Странная Любовь) (1990)
- Disappear — (Исчезновение) (2001)
- Divided We Stand — (Мы стоим, разделенные) (2003)
- Life, Liberty & the Pursuit of Free Downloads — (Жизнь, Свобода & Преследование Бесплатных закачек) (2009)
- The Trigger Complex — (2017)

Синглы и EP
- T.S.O.L. EP (1981)
- Weathered Statues (1982)

 Компиляции
- Rat Music for Rat People — (Крысиная музыка для крысолюдей) (1982)
- American Youth Report — (Американское Молодёжное Сообщение) (1982)
- Thoughts of Yesterday 1981—1982 (Вчерашние Мысли) (1988)
- Weathered Statues — (Пережитые статуи) (1997)
- Who’s Screwin' Who? (2005) — (Кто кого натягивает?)
- F#*k You Tough Guy: The Collection (2008)

 Концертные альбомы
- Live (1988)
- Live 91 (1991)
- Live From Long-Beach (2007)

## Музыка из кинофильмов
- «Nothing for You» — Возвращение Живых Мертвецов
- "Fuck you tough guy" - Адреналин 2: Высокое напряжение

## Факты
- Demo 1980 (1980) [3]
- Многочисленные выступления TSOL, как известно, были записаны и выпущены подпольными лейблами.

Сольные работы
- «Colors» — «Цвета» (1986)
- «Man & Machine / Peace Through Power» — «Человек & Машина / Мир Через Власть» (1990)
- «Anticop» — «Антикоп» (2001)

## Работы в кинематографе
- Пригород (1984)
- Концерт В OC (2001)
- Концерт на Гавайях (2004)
- Первые годы (2008)

## Внешние ссылки
- Официальный веб-сайт
- Deathrock.com раздел TSOL
- Тексты песен TSOL  (недоступная ссылка с 02-09-2013 [4335 дней] — история, копия)
- Комик Нейл Хамбургер берет интервью у Джека Грисхэма T.S.O.L.
- Автор Джозеф Мэтхени берет интервью у Грэга Куехна T.S.O.L